# Arrondissement Corte
Het arrondissement Corte is een arrondissement van het Franse departement Haute-Corse, dat behoort tot de regio Corsica. De onderprefectuur is Corte.

## Kantons
Het arrondissement was tot 2014 samengesteld uit de volgende kantons:
- Kanton Alto-di-Casaconi
- Kanton Bustanico
- Kanton Campoloro-di-Moriani
- Kanton Castifao-Morosaglia
- Kanton Corte
- Kanton Fiumalto-d'Ampugnani
- Kanton Ghisoni
- Kanton Moïta-Verde
- Kanton Niolu-Omessa
- Kanton Orezza-Alesani
- Kanton Prunelli-di-Fiumorbo
- Kanton Venaco
- Kanton Vescovato
- Kanton Vezzani

Na de herindeling van de kantons door het decreet van 26 februari 2014, met uitwerking op 22 maart 2015, zijn dat:
- Kanton Casinca-Furnalto
- Kanton Castagniccia
- Kanton Corte
- Kanton Fiumorbo-Castello
- Kanton Ghisonaccia
- Kanton Golo-Morosaglia (deel: 54/55)